# 클라라 마스

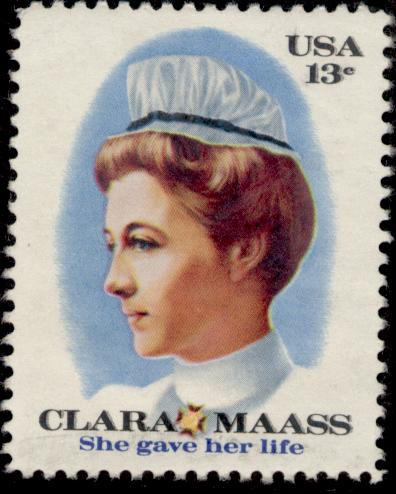
우표에 새겨진 그녀

클라라 마스(Clara Maass, 1876년 6월 28일 - 1901년 8월 24일)는 미국의 간호사이다. 쿠바에서 활동 할 때 황열병의 원인이 나쁜 위상 상태가 아닌 모기의 전염병을 옮기는 매개체라고 생각했던 육군 소령 윌리암이 황열병의 원인을 밝히려고 실험을 할 때, 유일한 여성 참가자로 참가하였다. 그 후, 그녀는 모기로부터 황열병에 감염되어 8월 24일 사망한다. 이 실험에서 사망한 몇 안 되는 지원자이기도 하며, 그 때문에 황열병의 원인이 모기 때문이라고 밝혀지게 되었다. 1951년 그녀가 죽은 50주년으로 쿠바에서 우표에 새기게 되었다. 1952년에는 Newark German 병원이 이름을 '클라라 마스 메모리얼 병원'으로 바꾸기도 하였다. 1976년 그녀의 죽음 100주년으로, 미국에서 우표에 새기게 되었다. 또한 같은 해에, 미국 간호 협회에선 명예의 전당에 올리기도 하였다.

## 같이 보기
- 미국의 비윤리적 인체 실험